# Mossatjärnen (Älvdalens socken, Dalarna)
Mossatjärnen är en sjö i Älvdalens kommun i Dalarna och ingår i Dalälvens huvudavrinningsområde. Sjön har en area på 0,0627 kvadratkilometer och ligger 438,2 meter över havet.

## Delavrinningsområde
Mossatjärnen ingår i det delavrinningsområde (680172-136847) som SMHI kallar för Mynnar i 679978-137035. Medelhöjden är 454 meter över havet och ytan är 8,85 kvadratkilometer. Det finns inga avrinningsområden uppströms utan avrinningsområdet är högsta punkten. Vattendraget som avvattnar avrinningsområdet har biflödesordning 6, vilket innebär att vattnet flödar genom totalt 6 vattendrag innan det når havet efter 438 kilometer. Avrinningsområdet består mestadels av skog (42 procent) och sankmarker (57 procent). Avrinningsområdet har 0,06 kvadratkilometer vattenytor vilket ger det en sjöprocent på 0,7 procent.